# Magnac-Lavalette-Villars
Magnac-Lavalette-Villars là một xã thuộc tỉnh Charente trong vùng Nouvelle-Aquitaine tây nam nước Pháp. Xã này có độ cao trung bình 217 mét trên mực nước biển.